# Wilhelm von Biela
Wilhelm von Biela (en alemán: Wilhelm Freiherr von Biela) (también conocido como Barón von Biela o como Guillermo von Biela) (19 de marzo de 1782 - 18 de febrero de 1856) fue un militar germano-austríaco, conocido como astrónomo aficionado por el descubrimiento en 1826 del cometa que lleva su nombre (el cometa periódico Biela).

## Semblanza

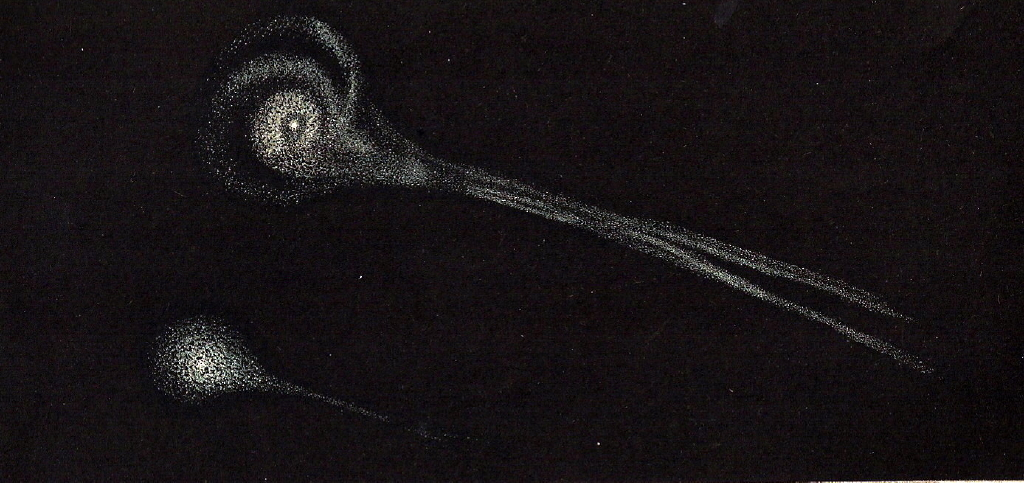
Cometa Biela.

Wilhelm von Biela nació en Roßla, Harz (norte de Alemania). Era descendiente de una destacada familia de la nobleza protestante, originaria de lo que actualmente es la República Checa, que se exilió a Sajonia tras la ejecución de Friedrich von Biela en Praga en 1621 durante las guerras de religión. Biela era el último miembro de su rama de la familia.
Después de estudiar en el colegio militar de Dresde, Biela se unió al ejército austriaco en 1802, sirviendo como cadete en el Regimiento de Infantería 'Graf Stuart' Nr. 18. Ascendió al rango de capitán de Granaderos y participó en numerosas campañas militares contra Napoleón entre 1805 y 1809. En 1813, siendo asistente del General Merveldt, fue herido en la Batalla de Leipzig.
En 1815 Biela se trasladó a Praga, donde comenzó a estudiar astronomía, siendo alumno de Marin Alois David. Posteriormente sirvió en Italia, siendo nombrado commandante de la ciudad de Rovigo.
En el campo de la astronomía, se especializó en observar y calcular órbitas de cometas. También realizó observaciones sobre las manchas solares. Publicó una serie de artículos, mayoritariamente en el Astronomische Nachrichten, versando sobre temas como los cometas; las consideraciones teóricas sobre los cometas que "caen al Sol"; sobre Tycho Brahe; y sobre la ocultación de estrellas por la Luna. También publicó un trabajo de mayor extensión con un estudio de la rotación planetaria, titulado "Die zweite grosse Weltenkraft, nebst Ideen über einige Geheimnisse der physischen Astronomie, oder Andeutungen zu einer Theorie der Tangentialkraft" (Praga, 1836). En su prefacio declaraba que "a pesar de que este trabajo es el fruto de muchos años de estudio, puede ser leído en media hora".
Descubrió independientemente dos cometas que otros ya habían encontrado (notablemente el Cometa Grande de 1823, C/1823 Y1) e hizo por su cuenta un descubrimiento importante: el cometa periódico Biela, que posteriormente se partió en dos y se desintegró.
Hay pocos datos acerca de su vida personal: estuvo casado con Anna (Edle von Wallenstern) y tuvieron una hija, Emilie Freiin von Biela, nacida en 1820 y casada en Rovigo con Moritz Graf Forgách, otro oficial de infantería austriaco, con el que tuvo dos hijos.
En la década de 1840 Biela se retiró a Venecia, donde murió en 1856.

## Reconocimientos
- El cometa periódico Biela recibió el nombre de su descubridor.
- El cráter lunar Biela lleva este nombre en su honor.[6]
- El asteroide (2281) Biela también conmemora su nombre.[7]

## Lecturas relacionadas
- Die zweite grosse Weltenkraft, nebst Ideen über einige Geheimnisse der physischen Astronomie, oder Andeutungen zu einer Theorie der Tangentialkraft - text of Biela's 1836 book

Mayerhofer, Josef (1970–80). "Biela, Wilhelm von". Dictionary of Scientific Biography 2. New York: Charles Scribner's Sons. pp. 125–126. ISBN 978-0-684-10114-9. 